# Ам-гъл
Ам-гъл (на английски: Gollum) е фантастичен персонаж от романа „Властелинът на пръстените“ на Дж. Р. Р. Толкин.
 Внимание:  Текстът по-долу разкрива сюжета на произведението (или части от него)!
Истинското име на Ам-гъл е Смеагол – хобит от рода на Запасливците, впоследствие покварен под влиянието на Единствения пръстен. Ам-гъл се натъква на пръстена на брега на реката Андуин, където две хилядолетия преди това е изгубен от Исилдур, убит при нападение от засада от орки. Всъщност пръстенът е намерен от приятеля на Ам-гъл – Деагол, като става причина за смъртта му – за да обсеби пръстена, Ам-гъл го убива. Взимайки го, той се скрива в пещерите под Мъгливите планини и е негов притежател до момента в който при схватка с орк не го изгубва в един от прокопаните в планините тунели. Малко след това хобитът Билбо Бегинс, след среща с Ам-гъл, по време на която залага живота си на серия от гатанки, и в крайна сметка, бягайки от него, успява случайно да го намери.
Останал без 'безценното' си (както той нарича Пръстена), Ам-гъл напуска планините, за да го открие. Не след дълго е заловен от слугите на Саурон, които го откарват в Мордор. След дълги изтезания, той разказва как хобит на име Бегинс (в някои по-късни български издания – Торбинс) му е 'откраднал' пръстена. Това е и причината, заради която Назгулите са изпратени в Графството. След като бива освободен от Барад-дур, Ам-гъл се скита дълго из Средната земя. По молба на Гандалф, Арагорн го пленява и разпитва, след което го предава на елфите. Те се държат с него възможно най-мило и го посрещат по най-гостоприемния начин, но силата, с която Пръстена го влече, вече е твърде голяма. Той успява да избяга отново и тръгва по следите на Задругата.
Преминава през мините на Мория, следвайки Задругата. Настига Фродо и Сам по пътя им към Мордор. Стигайки там, Ам-гъл изиграва ключова роля в унищожаването на Пръстена – в решаващия момент пред пещите на Ородруин Фродо започва да се колебае, като в крайна сметка се отказва да унищожи пръстена, хвърляйки го в огъня. Ам-гъл напада Фродо и отхапва пръста, на който той носи „Единствения“. Поддал се на еуфорията си, Ам-гъл залита назад и полита надолу към пропастта, където умира на 25 март 3019 г. от Третата епоха.
Народът на Смеагол започнал да го нарича Ам-гъл (в оригинал на английски – Го-лъм) заради гърлените звуци на задоволство, които издава – например, след като се сдобил с Единствения пръстен. Ономатопоетичните елементи „ам“ и „гъл“ особено сполучливо предават идеята на Толкин зад това име. Името Ам-гъл на български идва от първото българско издание на книгата „Билбо Бегинс или дотам и обратно“ – преводач Красимира Тодорова, на стиховете – Асен Тодоров.